# Reino de Uidá
 O Reino de Uidá ([ˈhwɪdə,_ˈhwɪdˌɔː] conhecido localmente como Glehoue, mas também conhecido e escrito na literatura antiga como Hueda, Whidah, Ajudá, Ouidah, Whidaw, Juida, e Juda (em iorubá:  Igelefe, em francês:  Ouidah) foi um reino na costa da África Ocidental, onde hoje é o Benim. Foi uma importante área de trafico de pessoas escravizadas que exportou mais de um milhão de africanos para os Estados Unidos, Caribe e Brasil antes de encerrar o seu comércio na década de 1860. Em 1700, tinha uma costa de cerca de 16km ; sob o reinado do rei Haffon, a área costeira foi expandida para 64 km, alongando-se por 40 quilômetros para o interior.
O Reino de Uidá tinha seu centro em Savi, com ligação com a atual cidade de Uidá. O último governante do reino de Uidá foi o rei Hafom, deposto em 1727, quando Uidá foi conquistada (e anexada) pelo Reino do Daomé.
Reino de Uidá, localizado na atual República do Benim, foi um reino africano significativo nos séculos XVII e XVIII. Localizado na chamada “Costa dos Escravos”, Uidá se destacou como um dos principais centros do comércio transatlântico de seres humanos escravizados. Com uma administração política consolidada e uma forte conexão religiosa com o culto do Vodum, Uidá formou vínculos comerciais robustos com potências europeias, incluindo Portugal, França e Inglaterra.
Seu movimentado porto transformou a cidade de Uidá em um dos mais importantes centros de exportação de africanos para as Américas. Em 1727, o reino foi tomado pelo Reino do Daomé, mas sua relevância no comércio de escravizados perdurou por várias décadas. Hoje em dia, Uidá é reconhecido como um símbolo da memória afro atlântica, com pontos históricos, como a “Porta do Não Retorno”, homenageando as vítimas do comércio de escravos.

## Nome
O nome Uidá é uma forma aportuguesada de Xwéda (pronuncia-se Xʷi -dah), da língua Xweda Gbe e do povo do Benim. Hoje, a cidade beninense de Uidá leva o nome do reino. A oeste dele fica o antigo Reino Popô, onde vivia e trabalhava a maioria dos traficantes de escravizados europeus.
A área dá nome ao pássaro nativo uidá e ao Whydah Gally, um navio negreiro que virou navio pirata do capitão "Black Sam" Bellamyz.

## Porto de Uidá
Depois que o Reino do Daomé conquistou Uidá em 1727, a cidade passou a fazer parte do sistema político e econômico do reino. Ela ficou sob a administração de autoridades locais nomeadas pelo próprio rei, que tinham como principais tarefas fiscalizar o comércio, cobrar tributos e garantir a ordem no porto. A presença de fortes europeus, como o Forte de São João Batista de Ajudá, construído pelos portugueses, tinha uma grande influência na administração e nas atividades comerciais da cidade. Isso fazia de Uidá um ponto estratégico no litoral do Golfo do Benim.
Ao longo do século XIX, Uidá se consolidou como um centro importante do tráfico transatlântico de escravizados, especialmente para embarques rumo ao Brasil e ao Caribe. O comércio era bem organizado para beneficiar o reino, com taxas cobradas em cada transação e controle rígido sobre as ações dos comerciantes europeus. A cidade abrigava mercados específicos voltados para a venda de cativos, onde as transações eram frequentemente acompanhadas por rituais e cerimônias que reforçaram a autoridade do rei e a legitimidade do comércio diante da população local e dos estrangeiros.

## A vida dentro de Uidá

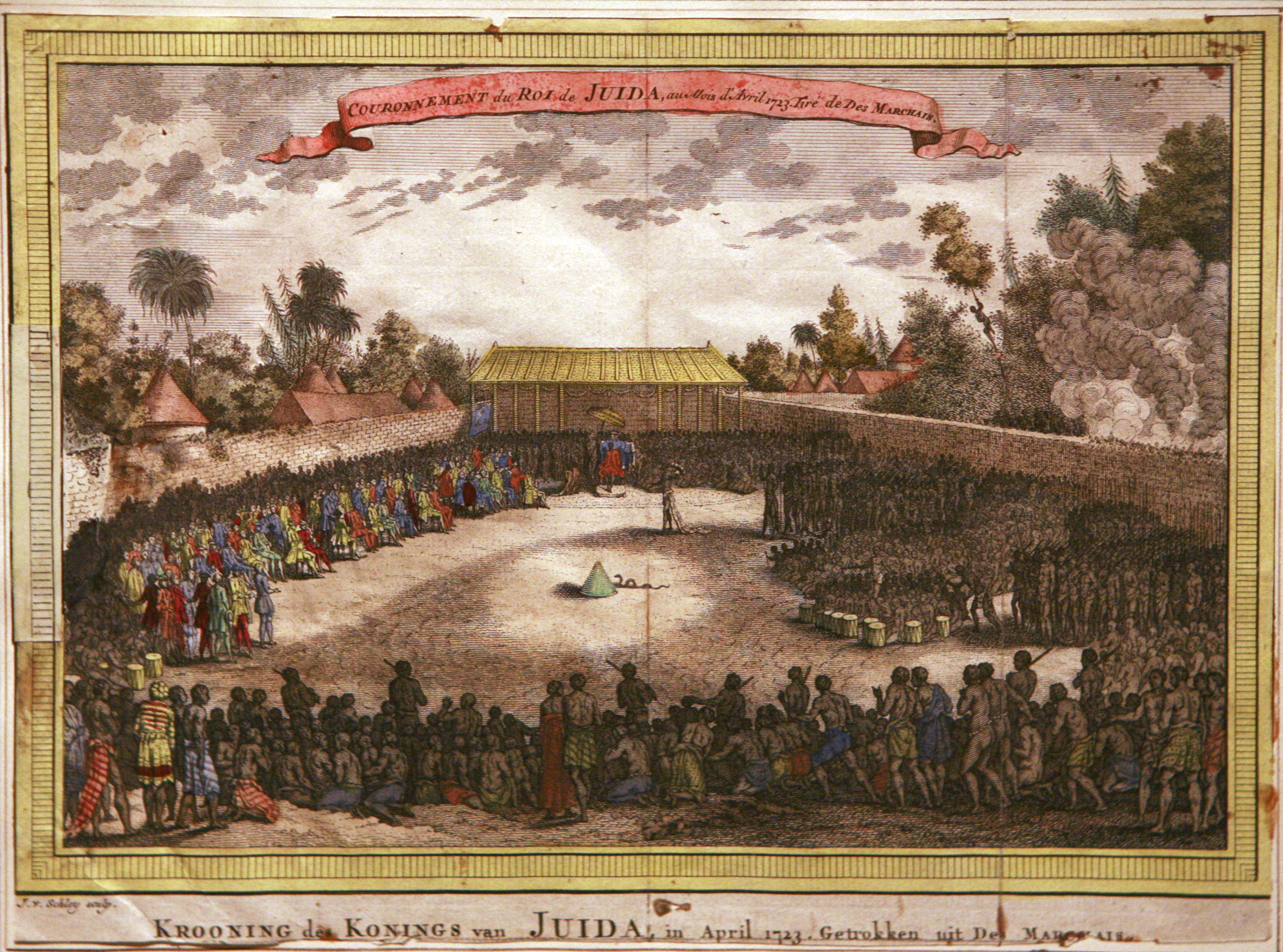
Coroação do Rei de Uidá, de Jacob van der Schley (1715-1779)

Três elementos da vida comum eram temas de devoção: algumas árvores altas, o mar e uma espécie de cobra. Esta cobra foi objeto de muitas histórias e incidentes; pode ter sido adorado porque comia os ratos que, de outra forma, arruinariam a colheita. Sacerdotes e sacerdotisas eram tidos em alta conta e imunes à pena capital.

### Militarização de Uidá
De acordo com fontes antigas, o rei de Uidá era capaz de mobilizar 200 mil homens. Outras estimativas variam na casa de vinte mil, embora a interpretação contemporânea seja geralmente que estes exércitos eram de "tamanho esmagador". As batalhas normalmente eram vencidas apenas pela força numérica, com o lado mais fraco fugindo.
O exército de Uidá no século 18 era comandado pelos governadores dos 26 distritos.Esperava-se que os governadores armassem seus homens. Os mosqueteiros foram empregados por volta do final do século XVII, mas não substituíram os lanceiros, espadachins e arqueiros.
As capacidades navais de Uidá permitiram ao estado formar um governo em exílio em ilhas fortificadas ao largo da costa após a invasão do Daomé no continente de Uidá por volta de 1727. Naquele ano, Uidá fortificou duas ilhas ao largo da costa com artilharia montada em locais de passagem vulneráveis. Os refugiados de Uidá eram capazes também de enviar barcos para perseguir Daomé e recuar para as ilhas. Numa ocasião, em 1774, Daomé contrariou a tática de fortificação de Uidá através da construção de uma ponte de acesso à ilha.

## Presença europeia

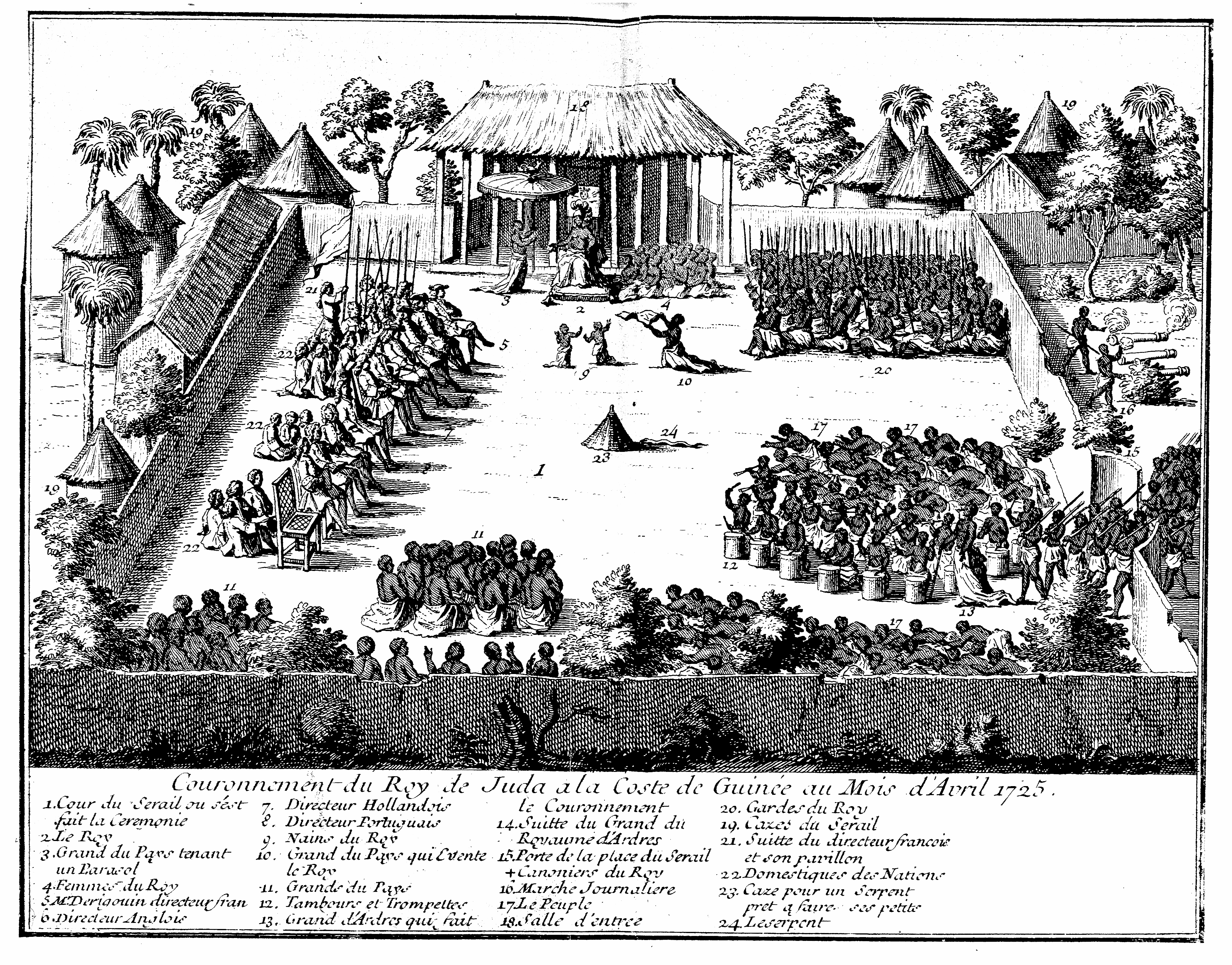
Europeus na cerimônia de coroação do Rei de Uidá em abril de 1725

Com a ascensão do rei Hafom ao poder em 1708, as empresas comerciais europeias estabeleceram uma presença significativa em Uidá, e em constante competição para ter o apoio real. A Companhia Francesa das Índias Orientais presenteou Hafom com dois navios de carga e um extravagante trono no estilo de Luís XIV, enquanto a Companhia Real Britânica da África deu uma coroa como presente. Tais práticas ilustram o nível de dependência que os comerciantes europeus tinham das potências africanas no início do século XVIII, e também a estreita relação que surgiu entre as duas entidades. Além disso, as sedes de empresas comerciais holandesas, britânicas, francesas e portuguesas fazerem fronteira com as muralhas do palácio real de Hafom, na cidade de Savi. Estas sedes serviram como importantes centros de intercâmbio diplomático e comercial entre as empresas europeias e o Reino de Uidá.
Embora os complexos da empresa facilitassem a interação entre os comerciantes europeus e os africanos nativos, o verdadeiro centro das operações europeias em Uidá eram os vários fortes que existiam ao longo da costa perto da cidade de Uidá. Propriedade da Coroa Portuguesa, da Companhia Francesa das Índias e da Companhia Real Africana Britânica, os fortes eram usados principalmente para manter em cárcere pessoas escravizadas e comercializar mercadorias. Feitos de paredes de barro, os fortes não eram suficientemente fortes para resistir a um ataque legítimo dos nativos. Além disso, como os fortes estavam localizados a mais de três milhas para o interior, os canhões não poderiam dar cobertura efetiva aos navios europeus no porto e os navios ancorados não podiam vir em auxílio dos fortes em momentos de necessidade. Neste sentido, embora os fortes apresentassem algum grau de influência, que os europeus dependiam fortemente do rei para protecção e dos locais locais para sustento e lenha. Esta relação sofreria uma reviravolta drástica com o declínio da autoridade real e o aumento das lutas internas pelo poder ao longo dos séculos XVIII e XIX, que deram lugar à colonização francesa da região em 1872.

## Conquista por Daomé
Em 1727, Uidá foi conquistada pelo rei Agajá do Reino do Daomé. Esta incorporação de Uidá ao Daomé transformou este último numa potência regional significativa. No entanto, a guerra constante com o Império de Oió de 1728 a 1740 resultou no Daomé se tornar um estado tributário de Oió.